# 集荷場 (ワルシャワ・ゲットー)

ゲットー北隣のピンクの地域が「集荷場」

集荷場（しゅうかじょう）、またはドイツ語からウムシュラークプラッツ（ドイツ語: Umschlagplatz）は、ポーランドのワルシャワにある第二次世界大戦のさなか、ホロコーストの時代に、ワルシャワ・ゲットーからユダヤ人をトレブリンカ強制収容所に移送するために利用した鉄道の駅の跡地。

## 概要
集荷場はもともとはダンツィヒ駅の貨物駅だったもので、貨物積み下ろしのための線路や倉庫群、そして待避線路などがあった。貨物駅はもう使用されていない。駅ではなく、ウムシュラークブラッツという「荷物、貨物の積み下ろし場所」という奇異な印象を与える表現が一般に使われているのは、ナチスがユダヤ人を人間ではなく、単なるモノ扱いしたという現れの一端として特徴的なこととして捉えられているためである。
直接ゲットーにつながっていた駅の西側部分は、木の柵で仕切られていたが、後年は駅のそのほかの部分の壁で隔てられるようになった。さまざまな駅の建物、プラットホーム、保護宿泊所、病院、その他が、そこまでの通りの中でそれぞれの役割を持っていた。ここでは、ゲットーに押し込められていた人たちの移送に関する選別も行われていた。

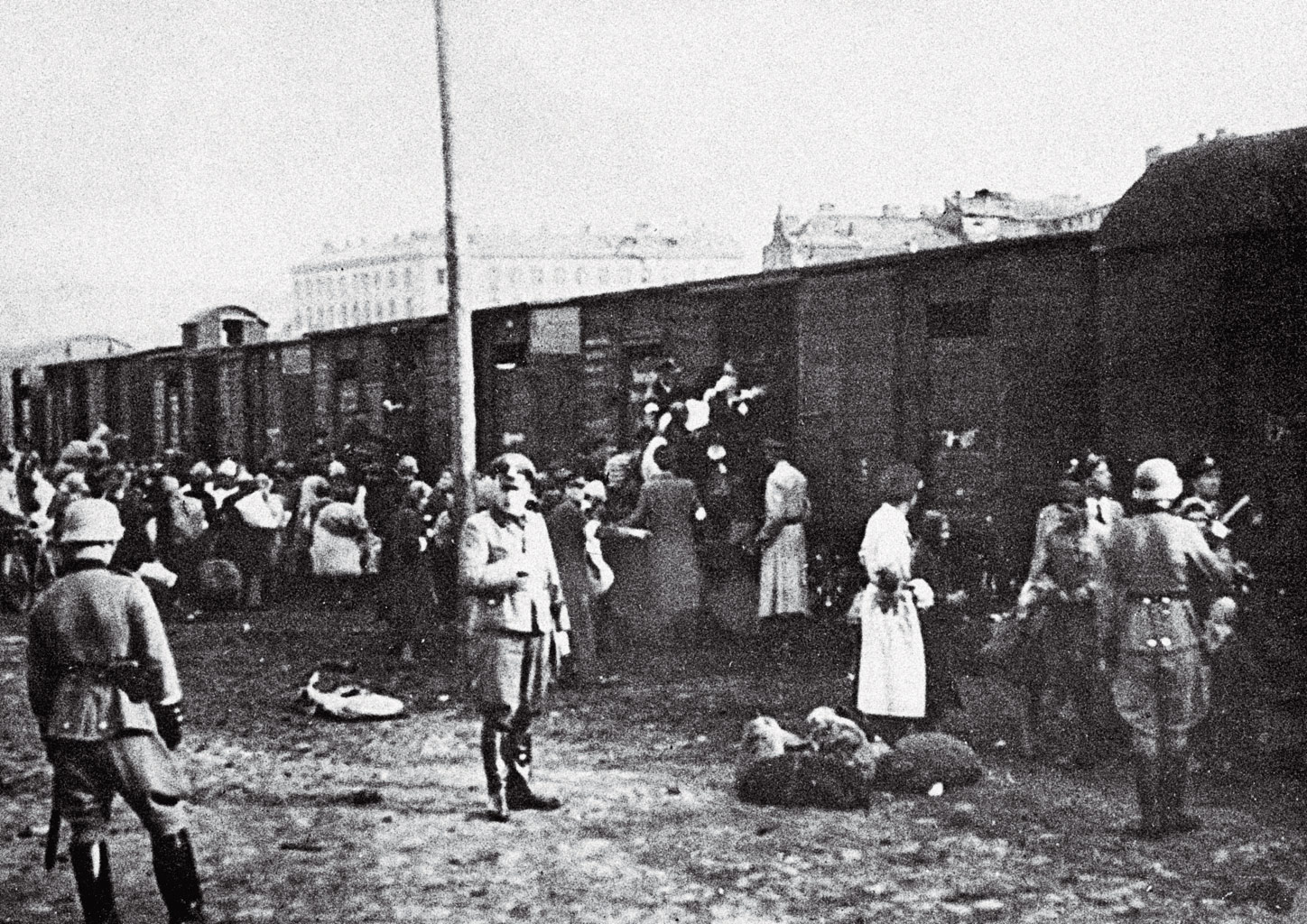
「集荷場」でのユダヤ人の移送の様子

1942年7月22日、ナチスは、ワルシャワのユダヤ人たちを貨物列車にびっしりと詰め込んで移送を開始した。ほぼ毎日のように、7,000人のユダヤ人が移送され、その総数にして26万5,000人がガス室で殺害された。
いくつかの文献では、第二次世界大戦中、ある一か所でのものとしては最大の大量殺戮であったと書いている。移送は、1942年9月12日に終わった。 
その後は、個々の移送にとって代わり、移送の次の大きな波は、1943年1月18日にやってくることになっていた。しかし、1月18日、ワルシャワ・ゲットー蜂起という3日間に及ぶ大規模な抵抗運動が起き、それは中止された。
ユダヤ人の移送の間にも、駅のそのほかの部分はワルシャワの他のほとんどの部分のための商業や生活物資のための貨物駅として機能し続けた。

## 記念碑

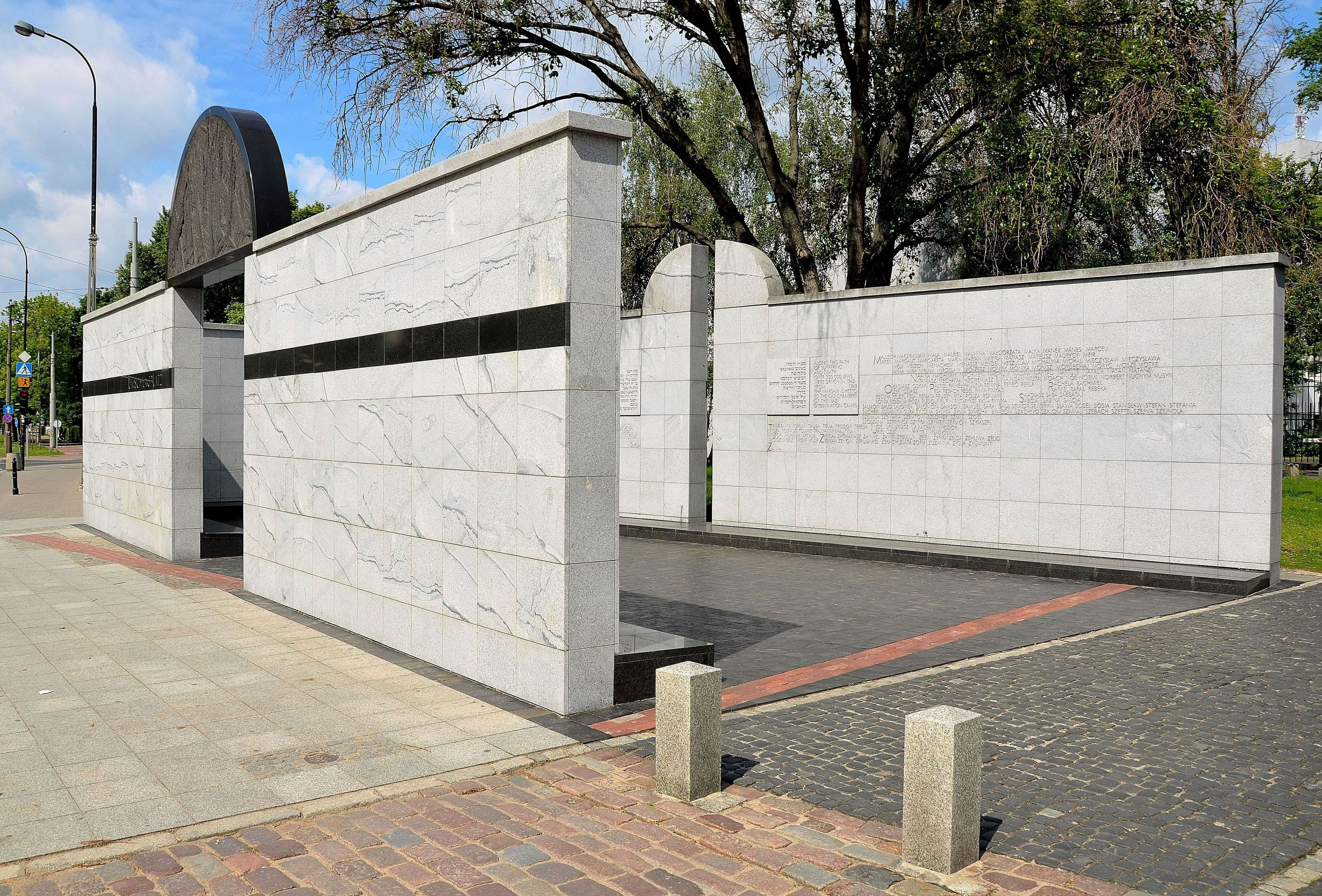
「集荷場」の追悼記念碑

1988年、集荷場の跡地に、扉の開いた貨車に似せた石造りの記念碑が建てられた。女流建築家ハンナ・ツマーレンベルク（Hanna Szmalenberg）と彫刻家ウラディスラフ・クラメルス（Wladyslaw Klamerus）によって設計されたものである。